# Plaisir
Plaisir is een gemeente in Frankrijk (departement Yvelines). Het ligt 30 km ten westen van het centrum van Parijs.
Het hoofdkantoor van de JCDecaux Groep is in Plaisir gevestigd.
Er liggen de stations Plaisir - Grignon en Plaisir - Les Clayes.

## Geschiedenis
De plaats is ontstaan in een dal, bij de samenvloeiing van twee beken: Ru Maldroit en Ru Sainte-Apolline. In de 8e eeuw werd hier een benedictijner priorij gebouwd in een bebost gebied. Hierrond ontstond een dorp dat afhing van de heer van Neauphle-le-Château. In de 13e eeuw werd de parochiekerk Saint-Pierre gebouwd. Naast het dorp Plaisir waren er nog zes gehuchten: Bretéchelle, Boissière, Buisson, Chaîne, Petits-Prés en Gâtines.
In 1862 werd de gemeente aangesloten op het spoorwegnetwerk en kwam er ook een bedelaarskolonie. In de loop van de 20e eeuw verstedelijkte de gemeente steeds meer, met name vanaf de jaren 1960. Er vestigden zich grote bedrijven in de gemeente. In 1970 werd de gemeente deel van de nieuwe stad Saint-Quentin-en-Yvelines. In 1983 stapte Plaisir uit dit samenwerkingsverband maar het verloor wel het stadsdeel Clef-de-Saint-Pierre aan buurgemeenten Trappes en Élancourt. In 2016 sloot Plaisir terug aan bij Saint-Quentin-en-Yvelines.

## Demografie
Plaisir kende tussen 1968 en 1990 een grote toename van de bevolking, maar sindsdien wordt een beleid gevoerd om het aantal inwoners ongeveer hetzelfde te houden. Het had 31.971 inwoners op 1 januari 2022.
Onderstaande figuur toont het verloop van het inwonertal, bron: INSEE-tellingen. 

## Geografie
De oppervlakte van Plaisir bedroeg op 1 januari 2022 18,68 vierkante kilometer; de bevolkingsdichtheid was toen 1.711,5 inwoners per km².
De onderstaande kaart toont de ligging van Plaisir met de belangrijkste infrastructuur en aangrenzende gemeenten.

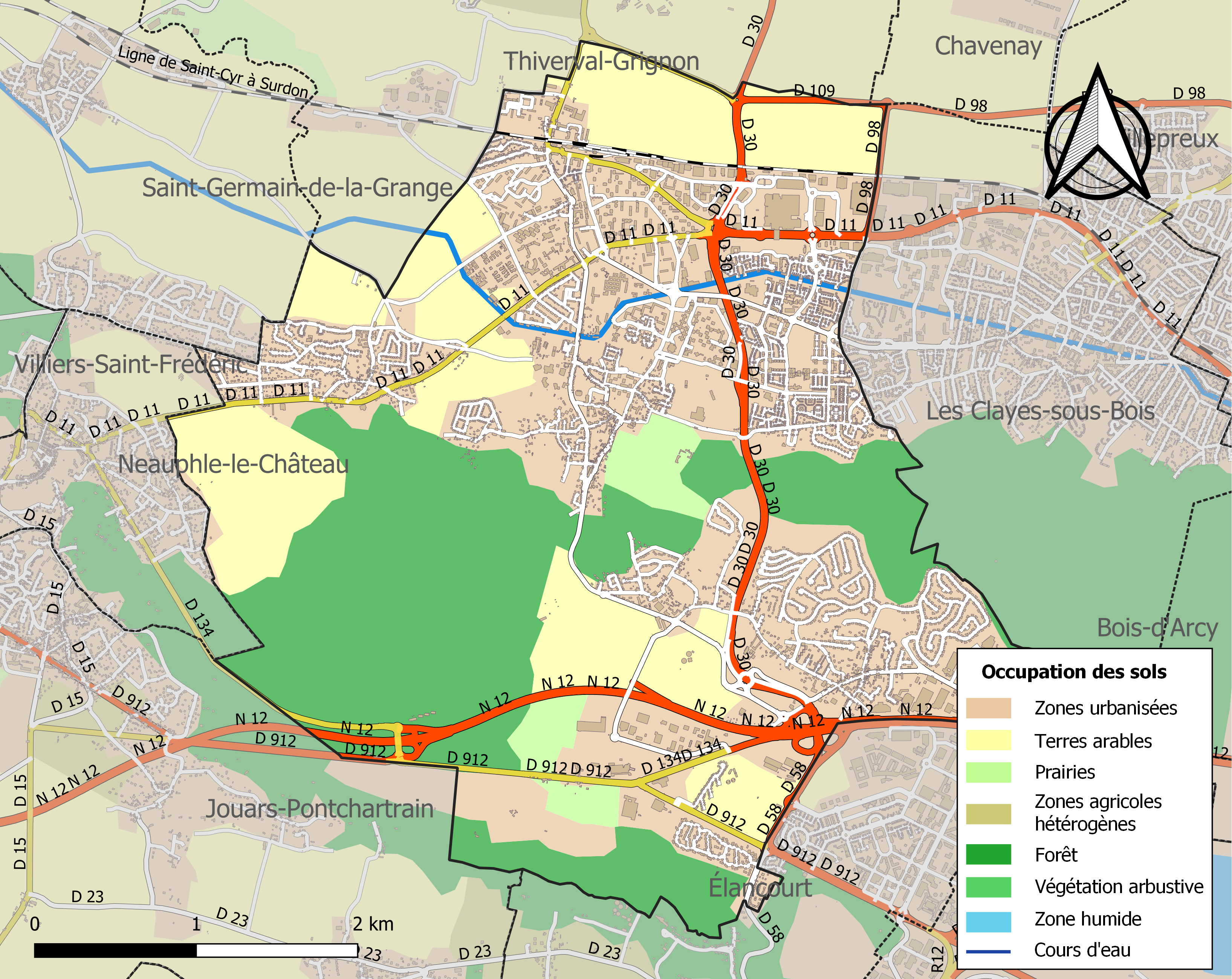

## Partnersteden
- Geesthacht , sinds 1975
- Baixa da Banheira , sinds 1975
- Lowestoft , sinds 1979
- Bad Aussee , sinds 1982
- Moita , sinds 2001

## Websites
- (fr)  Statistische informatie op de website van INSEE